# Sandcastles
Sandcastles è un brano musicale della cantante statunitense Beyoncé, la ottava traccia del suo sesto album in studio Lemonade, che è stato pubblicato il 23 aprile 2016 dalla Parkwood Entertainment e Columbia Records.

## Descrizione
Sandcastles è stato inizialmente scritto da Vincent Berry II, ispirato da un rapporto decennale con una ragazza. È stato scritto insieme a Malik Yusef, che si avvicinò con l'idea di un brano chiamato «We Built Sandcastles That Washed Away» che ha cantato su un pianoforte con i «testi di influenza gospel». Vincent Berry II immediatamente ha legato ai testi e ha promesso che sarebbe stata la sua «ultima volta che scrive una canzone su questa ragazza», mentre anche «metterci tutto in questa». La canzone è stata inizialmente offerta all'artista Teyana Taylor, anche se Berry l'ha trovata più adatta per Beyoncé. Tuttavia, Taylor non ha mai registrarato la canzone e Berry è stato invitato ad uno studio con un altro cantautore chiamato Madian Mathers, che piangeva dopo aver sentito Sandcastles. Berry, Mathers e Yusef ulteriormente hanno lavorato sulla canzone, con Mathers cantandola come una demo.

## Composizione
Sandcastles è una ballata con i temi del perdono e della riconciliazione. Come affermato da Gerrick D. Kennedy da Los Angeles Times, dopo la pubblicazione dell'album molti credevano che fosse stata ispirata da un'infedeltà commessa da suo marito. Secondo lui Sandcastles è «uno dei brani più emozionanti dell'album» che ha anche causato tali accuse.

## Video musicale
Il video musicale della canzone fa parte di un film di un'ora con lo stesso titolo come il suo album d'origine, inizialmente andato in onda su HBO. Il video si apre con la parola «perdono» scritta sullo schermo. Il video è dotato di scene con la cantante in lacrime insieme a Jay-Z che è visto abbracciandola, e stando insieme a lei. Gerrick D. Kennedy da Los Angeles Times ha definito il video «i momenti più intimi della più intensa coppia privata del pop».

## Classifiche
| Classifica (2016)         | Posizione massima |
| ------------------------- | ----------------- |
| Canada                    | 79                |
| Francia                   | 109               |
| Regno Unito               | 57                |
| Regno Unito (R&B)         | 21                |
| Scozia                    | 45                |
| Stati Uniti               | 43                |
| Stati Uniti (R&B/Hip-Hop) | 27                |